# Kylie Minogue
Kylie Ann Minogue (ur. 28 maja 1968 w Melbourne) – australijska piosenkarka, autorka tekstów i aktorka. W latach 1990–2021 mieszkała w Londynie w Wielkiej Brytanii. Ma obywatelstwo australijskie i brytyjskie.
Stała się sławna występując w australijskiej operze mydlanej Sąsiedzi, w której grała dwa lata. Od tego momentu Minogue została piosenkarką i osiągnęła niezwykły sukces zarówno komercyjny, jak i artystyczny. Minogue znana jest pod wieloma pseudonimami, z których najbardziej rozpoznawalne to „Princess of Pop” („Księżniczka Popu”) lub „Goddess of Pop” („Bogini Popu”). Według Australian Recording Industry Association (ARIA) jest najlepiej sprzedającą się australijską wokalistką wszech czasów.
W 1987 roku Minogue podpisała kontrakt z brytyjską wytwórnią płytową PWL, a już rok później wydała swój pierwszy album studyjny pod tytułem Kylie. W 1992 opuściła PWL i podpisała kontrakt z Deconstruction Records, dla której wydała albumy Kylie Minogue i Impossible Princess – obie płyty zyskały przychylność krytyków. Kolejnym krokiem był powrót do tanecznych korzeni i podpisanie kontraktu z Parlophone, a pierwszym owocem współpracy był album pod tytułem Light Years z 2000 roku. Następny album Fever z 2001 roku był wielkim sukcesem na całym świecie, również w Stanach Zjednoczonych. Pierwszy singel z albumu „Can’t Get You Out of My Head” okazał się jednym z najlepiej sprzedających singli w pierwszej dekadzie XXI wieku. Minogue wylansowała też przeboje, takie jak „I Should Be So Lucky”, „Hand on Your Heart”, „Better the Devil You Know”, „Confide in Me”, „Spinning Around”, „Slow”, „2 Hearts” czy „All the Lovers”.
Do 2015 Minogue sprzedała ponad 80 milionów płyt na świecie. Ma na koncie wiele tras koncertowych, a za jedną z tras otrzymała nagrodę dla „Australijskiego Wykonawcy Roku”. W 2008 odznaczona Orderem Imperium Brytyjskiego IV klasy (OBE), została też wyróżniona przez francuski rząd Orderem Sztuki i Literatury za wkład we francuską kulturę. Minogue została uhonorowana stopniem doktora naukowego przez Anglia Ruskin University za działalność związaną z walką z rakiem piersi. W listopadzie 2011 została wprowadzona do ARIA Hall of Fame przez członków ARIA. W grudniu 2016 Billboard umieściła ja na 18. miejscu listy najlepszych artystek dance wszech czasów. W 2020 ustanowiła rekord Guinnessa, zostając pierwszą artystką, której albumy były numerem jeden w Wielkiej Brytanii w ciągu pięciu kolejnych dekad. Minogue została nazwana najseksowniejszą celebrytką powyżej 50 roku życia. Otrzymała również Order Australii podczas rozdania Wyróżnienia Dnia Australii w 2019. Dwukrotnie zdobyła nagrodę Grammy jak również wiele innych prestiżowych nagród i nominacji muzycznych.

## Życiorys

### 1968–1986: Dzieciństwo i początki kariery
Kylie Ann Minogue urodziła się 28 maja 1968 w Melbourne w Australii. Jej rodzicami są Ronald Charles Minogue, Australijczyk z korzeniami irlandzkimi, i Carol Ann Jones pochodząca z walijskiego Maesteg. Przed urodzinami Kylie Ron pracował w kilku miejscach jako księgowy, z kolei Carol jako profesjonalna tancerka. Ma dwoje młodszego rodzeństwa: brat Brendan Minogue, operatora kamery w jednej z australijskich telewizji, oraz siostrę Dannii Minogue, piosenkarkę i prezenterkę telewizyjną. Rodzina często przeprowadzała się z miejsca do miejsca na obrzeżach Melbourne, żeby podtrzymać standard życia i panować nad wydatkami. W tym okresie Ron pracował jako księgowy w rodzinnej firmie samochodowej, a Carol jako herbaciarka w lokalnym szpitalu. Po wprowadzeniu się na Surrey Hills Minogue krótko chodziła do szkoły podstawowej w Studfield, jednak ukończyła podstawówkę w Camberwell, gdzie następnie skończyła szkołę średnią. W latach szkolnych miała trudności z nawiązywaniem znajomości i przyjaźni. W szkole średniej chodziła do klasy profilującej w stronę sztuki, grafiki i języka angielskiego. Samą siebie w latach licealnych opisała jako „przeciętnie inteligentną” i „dosyć skromną”.
W wieku jedenastu lat Minogue pojawiła się na ekranie w operach mydlanych The Sullivans w 1979 oraz Skyways w 1980. W 1985 została przydzielona do jednej z głównych ról w The Henderson Kids. W tym celu przerwała uczęszczanie do szkoły, co nie było po myśli jej mamy Carol. Minogue doszła do wniosku, że potrzebuje więcej niezależności, żeby przebić się do show-biznesu. Zainteresowana kontynuowaniem kariery również w muzyce nagrała demo dla producentów cotygodniowego programu Young Talent Time, gdzie regularnie występowała już wtedy jej siostra Dannii. Niedługo później, również w 1985, zaliczyła pierwszy piosenkarski występ w programie telewizyjnym, choć nie zaistniała wtedy w nim na dłużej. W 1986 Minogue została obsadzona w operze mydlanej Sąsiedzi jako Charlene Mitchell, uczennica, która zostaje mechanikiem samochodowym. Sąsiedzi osiągnęli popularność w Wielkiej Brytanii, a wątek romansu między jej bohaterką a postacią graną przez Jasona Donovana, doczekał się odcinka zaślubin pary, który w 1987 zgromadził przed telewizorami 20 milionów Brytyjczyków. Minogue została pierwszą laureatką czterech australijskich nagród Logie Awards przyznanych jednego roku, jak i najmłodszą laureatką tej nagrody w kategorii „Most Popular Television Performer” („Najpopularniejszy Wykonawca Telewizyjny”), przyznanej głosowaniem widzów.

### 1987–1989:KylieiEnjoy Yourself
Podczas koncertu w Fitzroy Football Clubie z resztą obsady Sąsiedzi Minogue zaśpiewała w duecie „I Got You Babe”, a później „The Loco-Motion” jako bis. W 1987 podpisała kontakt płytowy z Mushroom Records. Jej pierwszy singel „The Locomotion” zdobył i utrzymał przez siedem tygodni pozycję lidera na australijskich listach przebojów i został najlepiej sprzedającym się tam singlem w latach 1980. W 1988 otrzymała za to nagrodę ARIA za „Najliczniej Sprzedany Singel Roku”. Sukces utworu pociągnął za sobą podróż Minogue do Anglii w celu nawiązania współpracy z producenckim trio Stock, Aitken i Waterman. Na samym początku wiedzieli niewiele o Minogue, wręcz początkowo nie pamiętali o jej przyjeździe. Zanim Minogue trafiła do nich, napisali piosenkę „I Should Be So Lucky”, podczas gdy przybyła i czekała jakiś czas na zewnątrz studia. Piosenka osiągnęła pierwsze miejsce w Wielkiej Brytanii, Australii, Niemczech, Finlandii, Szwajcarii, Izraelu i Hongkongu. Minogue otrzymała wtedy po raz drugi nagrodę ARIA za „Najliczniej Sprzedany Singel Roku” oraz dodatkowo nagrodę specjalną tegorocznego rozdania. Był także najlepiej sprzedającym się singlem 1988 w Wielkiej Brytanii, za co otrzymał pierwszą pozycję w podsumowaniu roku na UK Singles Chart.
Debiutancki album Minogue, zatytułowany po prostu Kylie, ukazał się w lipcu 1988 i zawierał dance-popowe piosenki. Komercyjnie album okazał się sukcesem szczególnie w Wielkiej Brytanii, gdzie spędził ponad sześć tygodni na pierwszej pozycji listy sprzedaży oraz był najlepiej sprzedającym albumem w 1988. Do dziś sprzedano ponad siedem milionów jego kopii. Mimo komercyjnego sukcesu łączący w sobie utwory w stylu dance-pop, album otrzymał mieszane recenzje. „I Should Be So Lucky” został ogłoszony jako pierwszy singel. Album uzyskał status złotej płyty w Stanach Zjednoczonych, ponadto singel „The Loco-Motion” dotarł na trzecie miejsce listy Billboard Hot 100 oraz na pierwsze w kanadyjskiej dance liście przebojów. Kolejnym singlem została piosenka „Got to Be Certain”, która trafiła na pierwsze miejsce w Australii oraz drugie w Wielkiej Brytanii. Niedługo po tym Minogue opuściła obsadę serialu Sąsiedzi, by skupić się na karierze muzycznej.
Drugi album Enjoy Yourself został wydany w październiku 1989. Osiągnął pierwsze miejsce w Wielkiej Brytanii, a także zdobył duży sukces w Europie, Australii, Nowej Zelandii i Japonii, gdzie dotarł do Top 10. Album zawierał dwa single, „Hand on Your Heart” oraz „Tears on My Pillow”, które obydwa wchodziły na pierwsze miejsca w Wielkiej Brytanii. Niemniej krążek słabo sprzedał się w Północnej Ameryce z winy tamtejszego wydawcy firmy Geffen Records. Minogue nagrała wtedy piosenkę „Especially for You” w duecie z serialowym kompanem Jasonem Donovanem. Utwór zajął pierwsze miejsce w Wielkiej Brytanii i drugie miejsce w Australii. Piosenka znalazł się w północnoamerykańskiej wersji albumu. W grudniu 1989 na ekranach kin zadebiutowała produkcja The Delinquents z Minogue w roli głównej. Film został chłodno przyjęty przez krytyków, jednak okazał się komercyjnym sukcesem – w Wielkiej Brytanii zarobił ponad 200 tys. funtów, a w Australii stał się czwartym najbardziej kasowym filmem 1989 i najbardziej kasowym 1990. Następnie Minogue ogłosiła pierwszą trasę koncertową Enjoy Yourself Tour, którą odbyła po Wielkiej Brytanii, kontynentalnej Europie, Azji i Australii. Zaśpiewała też gościnnie w remake’u piosenki „Do They Know It’s Christmas?”.

### 1990–1992:Rhythm of LoveiLet’s Get to It
Trzeci album Minogue Rhythm of Love został wydany w listopadzie 1990 i był zrecenzowany jako dojrzalszy niż oba poprzednie albumy. Częściowo miał na to wpływ jej ówczesny związek z wokalistą rockowej grupy INXS Michaelem Hutchencem. Płyta dotarła do Top 10 pod względem sprzedaży w Wielkiej Brytanii i w Australii ukazywał jej dojrzalszy i bardziej seksualny obraz. Opisany został jako „skoczny i bardziej dojrzały” niż poprzednie albumy. Tworzenie klipu do „Better the Devil You Know” było dla Minogue pierwszym razem, gdy, cytując „czuła się częścią i współautorką procesu twórczego”. Pierwszy singel „Better the Devil You Know” osiągnął drugie miejsce w Wielkiej Brytanii i czwarte miejsce w Australii. Drugi singel „Step Back in Time” osiągnął na miejsce czwarte w Wielkiej Brytanii oraz piąte miejsce w Australii. Trzeci singel „What Do I Have to Do” osiągnął szóste miejsce w Wielkiej Brytanii ale nie osiągnął Top 10 w Australii. Czwarty i ostatni singel „Shocked” powtórzył osiągnięcie poprzedniego w Wielkiej Brytanii, a osiągnął siódme miejsce w Australii. Minogue odbyła następnie w lutym 1991 trasę Rhythm of Love Tour, odwiedzając Australię i Azję.
Czwarty album Minogue Let’s Get to It stopniowo bardziej różny od trzech poprzednich ujrzał światło dzienne w październiku 1991 i dostał na 15 miejsce w Wielkiej Brytanii i 13 miejsce w Australii. Był pierwszym, który nie wszedł do pierwszej Top 10 w tym zestawieniu. Single poradziły sobie jednak nieco lepiej, albumu podzielił pierwszy singel „Word Is Out”, który znalazł się poza pierwszą Top 10 w Wielkiej Brytanii ale zajął dziesiąte miejsce w Australii. Następujące single „If You Were with Me Now” i „Give Me Just a Little More Time” osiągnęły miejsca odpowiednio drugie i czwarte. Czwarty i ostatni singel „Finer Feelings” ominął Top 10 w Wielkiej Brytanii i nie znalazł się na liście in Australii. Również i ten album był wsparty trasą Let’s Get to It Tour zaczętą w październiku 1991 i odbytą jedynie w Europie. Wraz z wydaniem czwartego albumu wymogi kontraktu Minogue z wytwórnią płytową PWL zostały spełnione. Postanowiła nie przedłużać jego ważności, mówiąc: ”Na początku byłam marionetką. Przez moją wytwórnię miałam końskie klapki na oczach. Nie byłam w stanie spojrzeć na lewo czy prawo”. We wrześniu 1992 na rynku pojawiła się pierwsza główna kompilacja Minogue Greatest Hits, która osiągnęła ponownie pierwsze miejsce w Wielkiej Brytanii i trzecie miejsce w Australii, promowały ją nowe piosenki „What Kind of Fool (Heard All That Before)” oraz cover zespołu Kool and the Gang pod tytułem „Celebration”, które znalazły się w Top 20 w Wielkiej Brytanii.

### 1993–1998:Kylie MinogueiImpossible Princess
Podpisanie umowy z wytwórnią Deconstruction Records oznaczało dla Minogue nowy etap w jej karierze. Jej piąty album pt. Kylie Minogue został wydany we wrześniu 1994 i był odejściem od stylu jej dotychczasowego repertuaru, co zostało docenione przez krytyków zarówno wokale jak i produkcja. Został stworzony przez producencki duet Brothers in Rhythm, a konkretnie Dave’a Seamana i Steve’a Andersona, którzy wyprodukowali również „Finer Feelings”, ostatni singel wydany przez PWL. Płyta osiągnęła czwarte miejsce w Wielkiej Brytanii i trzecie miejsce w Australii, z wynikiem sprzedanych 250,000 sztuk. Główny singel „Confide in Me” dotarł do miejsca drugia w Wielkiej Brytanii i zajął pierwsze miejsce w Australii. Kolejne single „Put Yourself in My Place” i „Where Is the Feeling?” wspięły się do Top 20 w Wielkiej Brytanii.
W tym czasie Minogue zaliczyła gościnny występ w komedii Pastor na obcasach. Znalazła się na okładce Who Magazine jako „30 Najpiękniejszych Ludzi na Świecie”, co ułatwiło jej otrzymać rolę u boku Jean-Claude’a Van Damme’a w filmie Uliczny wojownik z 1994. Film osiągnął umiarkowany sukces, zarabiając 70 milionów dolarów w Stanach Zjednoczonych, ale otrzymał średnio przychylne recenzje, a The Washington Post wręcz nazwał Minogue „najgorszą aktorką w świecie anglojęzycznym”. W 1996 zagrała drobną rolę w filmie Bio-Dome z Pauly Shore i Stephenem Baldwinem. W 1995 Minogue nawiązała współpracę z australijskim artystą Nickiem Cavem, co zaowocowała balladą „Where the Wild Roses Grow”. Cave był zainteresowany Minogue od czasu „Better the Devil You Know”, twierdząc to jest „jeden z najbardziej silnych, charakternych ale wywołujących niepokój tekstów w popie jaki słyszał”. Teledysk do ich utworu był inspirowany obrazem Johna Everetta Millais’go pt. Ofelia i przedstawia Minogue jako zamordowaną dziewczynę, umieszczoną w stawie razem z wężem pływającym wkoło niej. Singel osiągnął Top 10 w kilku krajach i drugie miejsce w Australii. Wygrał również nagrodę ARIA Awards w kategoriach „Piosenka Roku” i „Najlepsze Wydawnictwo Pop”.
Do 1997 Minogue była w związku z francuskim fotografem Stéphanem Sednaoui, który wspierał ją w rozwijaniu kreatywności. Zainspirowana wspólną fascynacją kulturą japońską, stworzyli kombinację zdjęć postaci w stylu pomieszania gejszy z „super bohaterką rodem z mang”. Sesje zostały użyte do szóstego albumu Minogue Impossible Princess oraz do teledysku do utworu „GBI: German Bold Italic”, kolaboracji Minogue z Tową Teim. Na samym albumie inspirowała się artystami takim jak Shirley Manson i Garbage, Björk, Tricky, U2, oraz japońskim popem jak Pizzicato Five i Towa Tei. Płyta zawiera efekty współpracy z muzykami, takimi jak James Dean Bradfield czy Sean Moore z zespołu Manic Street Preachers. Impossible Princess zebrał w momencie wydania negatywne recenzje i opinie, ale niedługo po tym i z perspektywy czasu został doceniony jako najbardziej osobisty, alternatywny i artystycznie bogaty album Minogue. Przy tym albumie Minogue musiała się zmierzyć z sugestiami, że udaje przejście na bycie artystką alternatywną. Teledysk do singla „Did It Again” nawiązuje do jej wcześniejszych wizerunków. W samej Wielkiej Brytanii tytuł albumu, w związku ze tragiczną śmiercią księżnej Diany, został zmieniony na Kylie Minogue, o dziwo tak samo jak poprzedni. W Australii album osiągnął umiarkowany sukces, choć spędził 35 tygodni na liście najlepiej sprzedających się płyt. Ostatnią częścią ery Deconstruction była trasa koncertowa Intimate and Live Tour zaczęta w czerwcu 1998 i odbyta po Australii i Europie, rozszerzana o dodatkowe koncerty przez dobrą sprzedaż biletów.

### 1999–2003:Light Years,FeveriBody Language

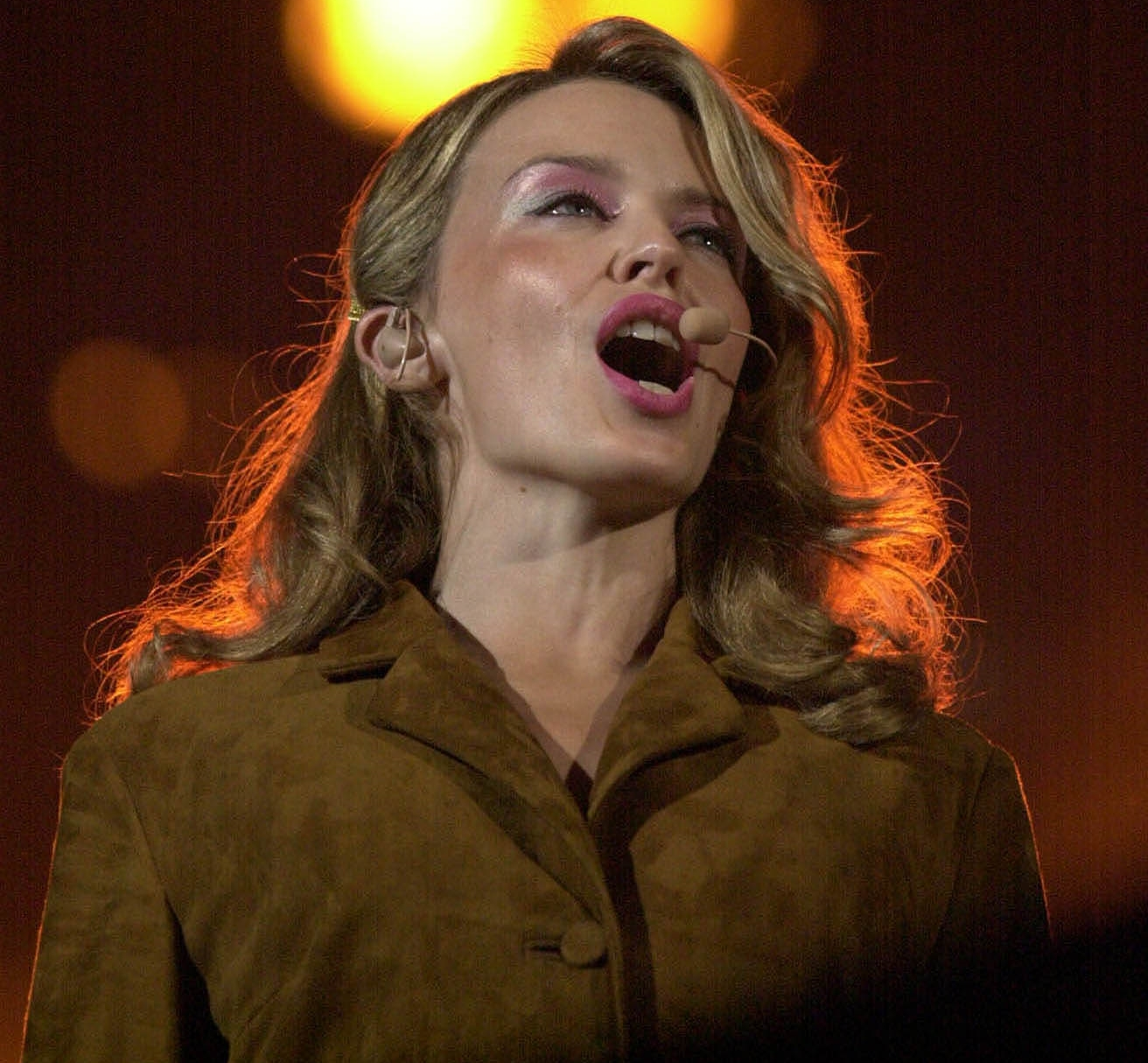
Minogue podczas ceremonii otwarcia Letnich Igrzysk Paraolimpijskich 2000

Minogue wystąpiła razem z Pet Shop Boys w piosence „In Denial” pochodzącej z ich albumu Nightlife, po czym spędziła kilka miesięcy na Barbados. W kwietniu 1999 roku Minogue podpisała nowy kontrakt z wytwórnią Parlophone, która wzięła sobie za cel przywrócić ją na miejsce topowej artystki pop. Jej siódmy album Light Years został wydany we wrześniu 2000 roku. Był dużym sukcesem komercyjnym, stając się pierwszą płytą, która osiągnęła pierwsze miejsce w sprzedaży w jej rodzimej Australii, a także osiągnęła drugie miejsce w Wielkiej Brytanii. Główny singel „Spinning Around” dotarł na pierwsze miejsce w Australii i Wielkiej Brytanii, nadając Minogue osiągnięcie pierwszych miejsc singlami w trzech kolejnych dekadach. W teledysku do tego utworu Minogue nosiła, tańcząc na parkiecie, złote mini-szorty, które stały się jednym z jej „znaków rozpoznawczych”. Drugi singel „On a Night Like This” zajął pierwsze miejsce w Australii i drugie miejsce w Wielkiej Brytanii. Trzeci singel, w duecie z Robbiem Williamsem „Kids”, znalazł się w Top 20 w Australii oraz drugie miejsce w Wielkiej Brytanii. Czwarty singel „Please Stay” trafił do Top 20 w Australii oraz Top 10 w Wielkiej Brytanii. Na uwagę zasługuję również piosenka „Your Disco Needs You”, która mimo że nie została oficjalnym singlem, a wytwórnia odmówiła jego wydania, to powstał do niej teledysk, a utwór ma bardzo dużą rzeszę sympatyków wśród fanów i jest chętnie i często grany przez Minogue na koncertach do dziś. W październiku 2000 roku Minogue wystąpiła na ceremonii zamknięcia Letnich Igrzysk Olimpijskich, oraz następnie na ceremonii otwarcia Letnich Igrzysk Paraolimpijskich. Jej wykonanie piosenki „Dancing Queen” zespołu ABBA zostało wybrane jednym z najbardziej historycznych, spektakularnych momentów w całych seriach tych imprez. W kolejnym roku Minogue odbyła trasę On a Night Like This Tour, odwiedzając Europę i Australię.
W październiku 2001 roku Minogue wydała jej ósmy album Fever, który okazał się gigantycznym sukcesem osiągając pierwsze miejsca w Australii, Wielkiej Brytanii, a także w Irlandii i Niemczech. Główny singel „Can’t Get You Out of My Head”, wydany poprzedniego miesiąca dotarł na pierwsze miejsce w ponad 40 krajach i sprzedał się w pięć milionach kopii, będąc najlepiej sprzedającym się singlem Minogue. Drugi singel „In Your Eyes” trafił na pierwsze miejsce w Australii i trzecie miejsce w Wielkiej Brytanii. Trzeci singel „Love at First Sight” znalazł się na trzecim miejscu w Australii i drugie w Wielkiej Brytanii. Czwarty i ostatni singel „Come into My World” osiągnął czwarte miejsce w Australii i znalazł się w pierwszej dziesiątce w Wielkiej Brytanii. Fever został wydany również w Stanach Zjednoczonych w lutym 2002 roku przez label Capitol Records. Album trafił na trzecie miejsce zestawienia Billboard 200, jest to najwyżej notowany jej album w tym kraju, osiągając również miejsce dziesiąte sprzedaży na kanadyjskiej liście albumów. W ramach promocji płyty, Minogue odbyła w kwietniu 2002 roku trasę koncertową KylieFever2002 po Europie i Australii. Minogue otrzymała również wtedy cztery nagrody ARIA Music Awards, między innymi „Najliczniej Sprzedany Singel” i „Singel Roku” za „Can’t Get You Out of My Head”. Tego samego roku wygrała jej pierwszą nagrodę Brit Award w kategorii „Międzynarodowa Artystka Solo” and „Najlepszy Album Międzynarodowy” dla Fever. W 2003 otrzymała pierwszą nominację do nagrody Grammy w kategorii „Najlepsze Nagranie Dance” za „Love at First Sight”, a następnie za rokza „Come into My World”.
W listopadzie 2003 roku Minogue wydała jej dziewiąty album Body Language, z którym wystąpiła na jednym koncercie dostępnym jedynie na zaproszenie Money Can’t Buy, w Hammersmith Apollo w Londynie. Krążek odszedł od stylu disco, tanecznego i był nspirowany artystami lat 1980., jak Scritti Politti, The Human League, Adam and the Ants czy Prince, łącząc ich style z elementami hip hopu. Album osiągnął drugie miejsce w Australii oraz szóste miejsce w Wielkiej Brytanii. Sprzedaż Body Language była niższa niż oczekiwana, spodzewana po sukcesie Fever, chociaż pierwszy singel „Slow” osiągnął pierwsze miejsce i w Wielkiej Brytanii i Australii. W Stanach Zjednoczonych, „Slow” również pierwsze miejsce na liście Billboard’a Hot Dance Club Songs i otrzymało nominację do nagrody Grammy w kategorii „Najlepsze Nagranie Dance”. Drugi singel „Red Blooded Woman” dotarł do czwartego miejsca w Australii i piątego w Wielkiej Brytanii. Trzeci i ostatni singel „Chocolate” znalazł się w Top 20 w Australii i na szóstym miejscu Wielkiej Brytanii. Krążek Body Language osiągnął sprzedaże 43,000 kopii w pierwszym tygodniu i drugiego tygodnia bardzo znacząco spadł.

### 2004–2009:Ultimate Kylie,ShowgirliX
W listopadzie 2004 Minogue wydała drugą oficjalną kompilację Ultimate Kylie. Dotarł on do czwartego miejsca w Wielkiej Brytanii i piątego miejsca w Australii. Pierwszy singel z albumu „I Believe in You” osiągnął drugie miejsce w Wielkiej Brytanii i szóste miejsce w Australii, piosenka otrzymała następnie później nominację do nagrody Grammy w kategorii „Najlepsze Nagranie Dance”. Drugi singel „Giving You Up” zajął szóste miejsce w Wielkiej Brytanii i ósme miejsce w Australii. W marcu 2005 Minogue rozpoczęła trasę koncertową Showgirl: The Greatest Hits Tour. Po występach w Europe udała się do Melbourne, by zacząć część australijską, lecz został u niej wtedy zdiagnozowany rak piersi, co zmusiło ją do przerwania trasy. Po skutecznej i udanej kuracji Minogue powróciła na scenę w Australii w listopadzie 2006, z trasą Showgirl: The Homecoming Tour. Jej choreografie zostały zmienione i uproszczone, żeby Minogue będąca pod koniec trwania rehabilitacji mogła im sprostać, zwiększono czas potrzebny jej na zmiany kostiumów i przerwy między kolejnymi aktami koncertu. Media opisywały występy Minogue jako energetyczne, w tym czasopismo The Sydney Morning Herald opisało koncert jako „ekstrawagancja” i „jej prawdziwy triumf”.
W listopadzie 2007 Minogue wydała jej dziesiąty album X, często opisywanej jako jej album „powrotny”. Zawiera muzykę elektroniczną spod palców producentów takich jak Guy Chambers, Cathy Dennis, Bloodshy & Avant czy Calvin Harris. Krążek otrzymał mieszane opinie krytyków w kontekście tego, że Minogue nie poruszyła na nim tematu wygranej walki z rakiem piersi. Album i pierwszy singel „2 Hearts” weszły na pierwsze miejsce australijskich liście singli i albumy. Wielka Brytania z początku sprzedażowo przyjęła płytę przeciętnie, ale ostatecznie osiągnęła tam czwarte miejsce. Kolejne single „Wow” i „In My Arms” również poradziły sobie bardzo dobrze w Wielkiej Brytanii, reszcie Europy jak i Australii. Ponadto, w Stanach Zjednoczonych album również dotarł do czwartego miejsca na liście Dance/Electronic Albums i w tej kategorii otrzymał w 2009 roku nominację do nagrody Grammy. Wsparciem promocji albumu był film dokumentalny White Diamond, nakręcony w 2006 i 2007 roku pokazujący Minogue i jej powrót na scenę w ostatniej odbytej trasie Showgirl: The Homecoming Tour. Nagrała również program The Kylie Show, zawierający jej koncertowe występy w studiu jak i skecze komediowe. W 2007 roku zagrała gościnnie w serialu science fiction pt. Doktor Who w Bożonarodzeniowym specjalnym odcinku „Voyage of the Damned” jako Astrid Peth. Odcinek zgromadził 13 milionów widzów, najwięcej ze wszystkich odcinków od 1979 roku.
W maju 2008 Minogue rozpoczęła europejską część kolejnej trasy koncertowej KylieX2008, jej wówczas najkosztowniejszą dotąd trasę z budżetem około 10 milionów funtów brytyjskich. Trasa została dobrze sprzedana i bardzo dobrze przyjęta. Niedługo po tym Minogue otrzymała odznaczenie Chevalierem Orderu Sztuki i Literatury francuskie uhonorowanie za wkład do kultury. W lipcu 2008 otrzymała Oficerem Orderu Imperium Brytyjskiego od księcia Karola. W 2008 roku wygrała nagrodę Brit Awards w kategorii „Najlepszej Artystki Międzynarodowej”. We wrześniu tego roku Minogue zagrała po raz pierwszy jako główny akt na Bliskim Wschodzie, na otwarciu luksusowego hotelu Atlantis, The Palm w Dubaju, po czym od listopada kontynuowała trasę promującą album w Ameryce Południowej, reszcie Azji i w Australii w sumie w 21 krajach i okazała się dużym sukcesem komercyjnym, osiągając 70 milionów dolarów sprzedaży. W lutym 2009 Minogue poprowadziła z Jamesem Cordenem oraz Mathew Hornem galę nagród Brit Awards. Odbyła tego samego roku pierwszą północnoamerykańską trasę koncertową For You, For Me Tour. Zagrała także pojedyncze koncerty w Europie, w tym 4 czerwca 2009 pierwszy polski koncert w Gdańsku, w ramach festiwalu „Zaczęło się w Polsce” z okazji 20. rocznicy pierwszych wolnych wyborów.

### 2010–2012:AphroditeiThe Abbey Road Sessions

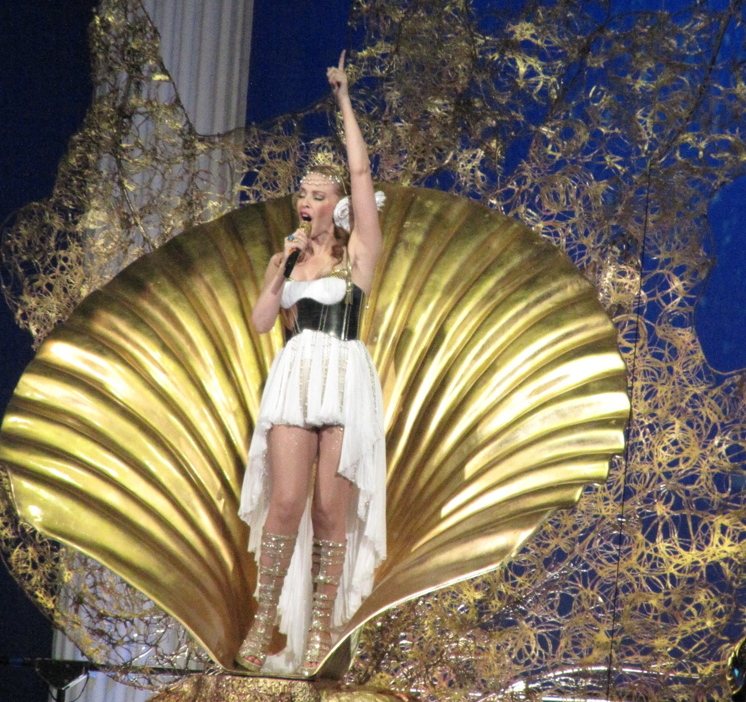
Minogue podczas Aphrodite: Les Folies Tour w 2011 roku

W lipcu 2010 Minogue wydała jej jedenasty album Aphrodite. Na płycie udzieliło się wielu nowych autorów tekstów i producentów, na czele których stanął Stuart Price jako producent wykonawczy całego albumu. Obok Price’a autorami piosenek byli sama Minogue, Calvin Harris, Jake Shears, Nerina Pallot, Pascal Gabriel, Lucas Secon, Tim Rice-Oxley z Keane, czy Kish Mauve. Płyta zebrała pozytywne recenzje wśród większości krytyków muzycznych. Aphrodite osiągnęła szóste miejsce w Australii oraz pierwsze miejsce w Wielkiej Brytanii, w równe 22 lata po tym, jak zrobił to pierwszy album. Główny singel “All the Lovers” osiągnął duży sukces dosięgając trzeciego miejsca w Wielkiej Brytanii i zajmując miejsce w Top 20 w Australii. Następne single “Get Outta My Way”, “Better than Today” oraz “Put Your Hands Up (If You Feel Love)”, nie dosięgnęły już nawet Top 10 na UK Singles Chart. Jednak wszystkie wymienione trafiały po kolei na pierwsze miejsce listy przebojów Hot Dance Club Songs w Stanach Zjednoczonych.
W tym czasie Minogue nagrała również utwór with synthpopowym duetem Hurts pt. “Devotion” z ich nowego albumu Happiness. Następnie nagrała gościnny występ w singlu Taio Cruza “Higher”. Ten ostatni okazał się sukcesem, znalazł się w Top 20 kilku list przebojów jak i również na pierwszym miejscu na liście Hot Dance Club Songs. Na koniec nagrań w roku 2010, Minogue wydała EP-kę A Kylie Christmas, zawierającą covery piosenek bożonarodzeniowych jak “Let It Snow” czy “Santa Baby”. W lutym 2011 Minogue ruszyła w trasę koncertową Aphrodite: Les Folies Tour po Europie, Ameryce Północnej, Azji i Australii. Mając jeden z aktów koncertu inspirowany urodzinami tytułowej bogini miłości Afrodyty oraz grecką kulturą i historią, widowisko otrzymało pozytywne recenzje od krytyków, którzy pochwalili tak pomysł jak i efekty jego produkcji. Trasa była komercyjnym sukcesem osiągając 60 milionów dolarów przychodu i odpowiednio miejsce szóste i 21. na półrocznym i rocznym zestawieniu Pollstar Top Concert Tours roku 2011.
W marcu 2012 Minogue rozpoczęła obchodzenie swojej 25. rocznicy działalności muzycznej, określonego jako projekt “K25”. Rozpoczęło się od małej trasy koncertowej Anti Tour w Wielkiej Brytanii i Australii, gdzie zaprezentowała piosenki nigdy nie publikowane oficjalnie, publikowane jako dodatki bądź nieśpiewane dotychczas na żywo. Trasa została świetnie przyjęta z powodu swojej kameralnej atmosfery i była komercyjnym sukcesem zarabiając 2 miliony dolarów przychodu za cztery koncerty. Minogue następnie wydała singel “Timebomb” w maju 2012 oraz składankę The Best of Kylie Minogue w czerwcu. W październiku 2012 Minogue wydała kolejną składankę The Abbey Road Sessions. Ten album zawiera jednak przearanżowane, symfoniczne wersje jej poprzednich piosenek. Zgodnie z tytułem nagrały zostane na nowo w londyńskim Abbey Road Studios oraz wyprodukowane przez producentów Steve’a Andersona i Colina Elliota. Album otrzymał przychylne recenzje i dotarł do drugiego miejsca w Wielkiej Brytanii i siódmego miejsca w Australii. Album zawiera dwa single “Flower” i “On a Night Like This”. Minogue wróciła również do aktorstwa i zagrała w amerykańskim niezależnym filmie Jack & Diane i główną rolę we francuskim filmie Holy Motors.

### 2013–2016:Kiss Me OnceiKylie Christmas
W styczniu 2013 roku Minogue i jej menedżer Terry Blamey, z którym pracowała od początku kariery, zakończyli współpracę. Kolejnego miesiąca podpisała umowę o management z Roc Nation. W czerwcu 2013 Minogue zaprezentowała piosenkę „Skirt”, która miała zapowiadać kolejny album piosenkarki, jednak ostatecznie nie znalazła się na nim. We wrześniu 2013 wystąpiła gościnnie u włoskiej piosenkarki Laury Pausini w singlu „Limpido”, który trafił na pierwsze miejsce we Włoszech i dostało nominację do nagród World Music Awards 2013 w kategorii „Najlepszej Piosenki na Świecie”. Równocześnie Minogue weszła do składu jurorów trzeciej edycji brytyjskiej wersji programu The Voice UK, razem z producentem i członkiem zespołu Black Eyed Peas will.i.amem, głównym wokalistą zespołu Kaiser Chiefs Rickym Wilsonem oraz piosenkarzem Tomem Jonesem. Pierwszy odcinek zgromadził ponad 9 milionów widzów, znacznie więcej niż w poprzednich edycjach. Kolejne odcinki również zgromadziły średnio 8 milionów widzów. Krytycy wyróżnili Minogue za jej oceny występów i osobowość Ed Power z czasopisma The Daily Telegraph dał trzy gwiazdki, określając Minogue „uroczą, przyjemnie chichoczącą i narodowym skarbem”. W listopadzie 2013 przyjęła propozycję zasiadania również w trzeciej wersji The Voice Australia razem z piosenkarzem Rickym Martinem, wokalistą zespołu Good Charlotte Joelem Maddenem, oraz również wspomnianym wcześniej will.i.amem.

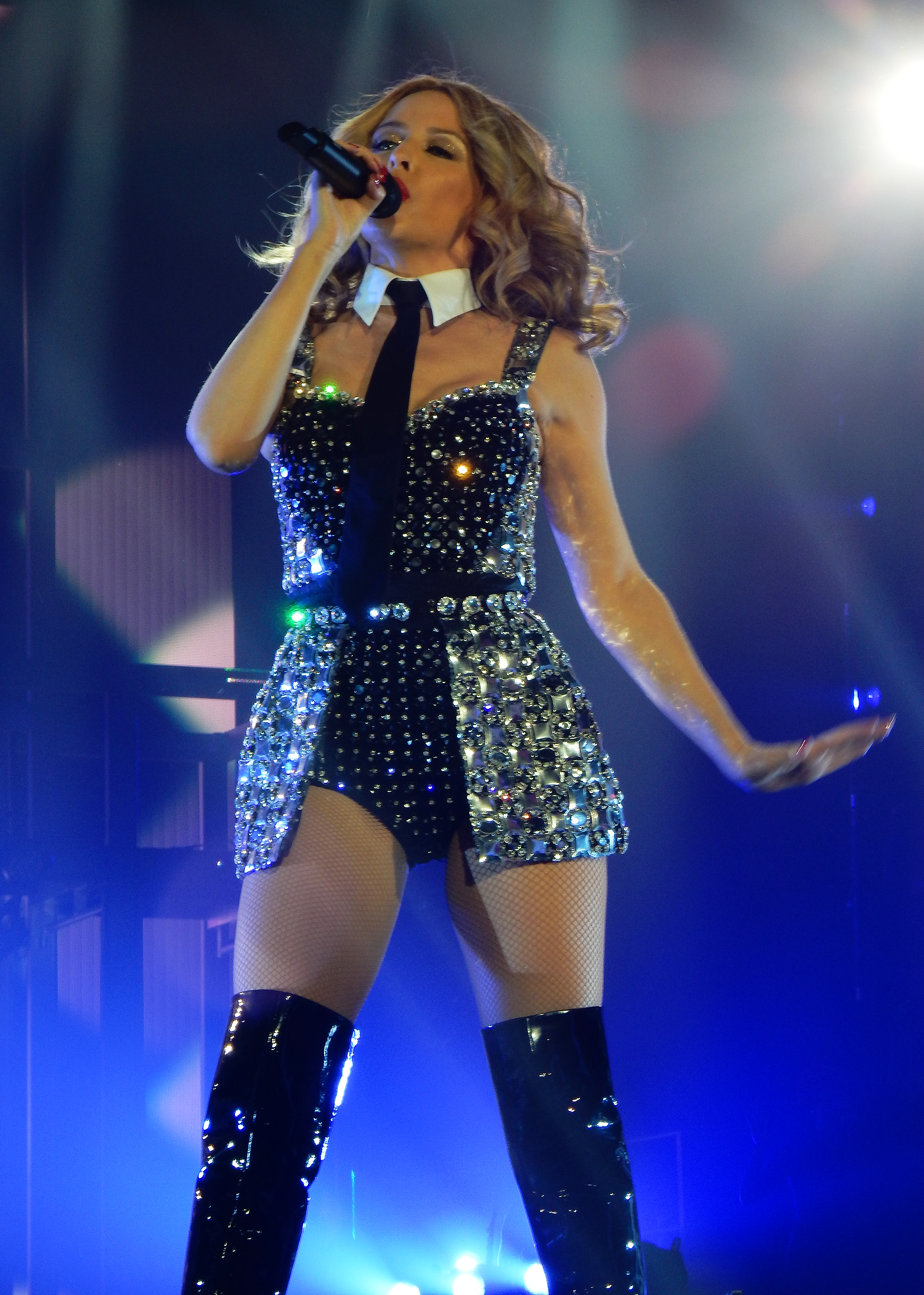
Minogue podczas Kiss Me Once Tour w 2014 roku

W marcu 2014 Minogue wydała jej dwunasty album pt. Kiss Me Once. Płytę współtworzyli tacy producenci jak Sia Furler, Mike Del Rio, Cutfather, Pharrell Williams czy Ariel Rechtshaid. Z zestawieniach albumów dotarła na pierwsze miejsce w Australii i drugie w Wielkiej Brytanii. Single „Into the Blue” i drugi „I Was Gonna Cancel”, jednak nie weszły do Top 10 zestawienia UK Singles Chart osiągnęły miejsca odpowiednio 12. i 59. W sierpniu tego roku Minogue zaśpiewała siedem piosenek na ceremonii zakończenia Igrzyska Wspólnoty Narodów 2014, ubrana w skrój zaprojektowany przez Jeana-Paula Gaultiera. Kolejnego miesiąca wystartowała z trasą koncertową Kiss Me Once Tour, odwiedzając Europę i Australię, w tym 30 października gościła w Atlas Arenie w Łódźi wykonując swój drugi koncert w Polsce. W styczniu 2015 Minogue pojawiła się gościnnie w singlu Giorgio Morodera „Right Here, Right Now”, co okazała się jej 12. piosenką, która dotarła na pierwsze miejsce amerykańskiego zestawienia Hot Dance Club Songs.
W marcu 2015 zakończył się kontrakt Minogue z wytwórnią Parlophone, dystrybucję w Australii i Nowej Zelandii przejął Warner Music Group, jednak Parlophone wydała i dystrybuowała poza tymi krajami jeszcze jeden ostatni album Minogue, na mocy osobnej umowy. Tego samego miesiąca Minogue rozwiązała umowę z Roc Nation. We wrześniu 2015 ukazała się EP-ka nagrana z Fernando Garibayem pt. Kylie and Garibay. Producentami zostali Garibay oraz Giorgio Moroder. Następnie Minogue wystąpiła gościnnie w piosence duetu sióstr producentek Nervo „The Other Boys”, razem z Jakem Shearsem i Nilem Rodgersem. Listopad 2015 upłynął pod znakiem premiery trzynastej płyty Minogue pt. Kylie Christmas i zaraz pierwszej i jedynej pełnej płyty z piosenkami świątecznymi. Album osiągnął siódme miejsce w Australii, ale nie dotarł to Top 10 albumów w Wielkiej Brytanii. Single z tego albumu to duet z Jamesem Cordenem „Only You”, długo wyczekiwany przez fanów duet z jej siostrą, Dannii Minogue „100 Degrees” oraz „Every Day’s Like Christmas”. Zostało również wydane rozszerzenie pt. Kylie Christmas: The Snow Queen Edition które ukazało się w listopadzie 2016 i zawiera więcej bożonarodzeniowych piosenek.

### Od 2017:Golden,Step Back in Time: The Definitive CollectioniDisco
W lutym 2017 Minogue podpisała nowy kontrakt płytowy z BMG Rights Management, po czym w kwietniu 2018 ukazał się jej czternasty album Golden. W kolejnych miesiącach pracowała intensywnie nagrywając materiał na nowy album w Londynie, Los Angeles oraz Nashville. Osiągnął on pierwsze miejsce w zestawieniach płyt zarówno w Wielkiej Brytanii jak i Australii. Pierwszy singel pt. „Dancing” znalazł się jedynie w Top 50 w Wielkiej Brytanii i Australii, ale dotarł do pierwszego miejsca na amerykańskiej liście przebojów Hot Dance Club Songs. Krążek zadebiutował na pierwszym miejscu najpopularniejszych albumów w Wielkiej Brytanii i Australii. Tym wyczynem Minogue osiągała najwyższe miejsce na brytyjskiej liście albumów przez cztery kolejne dekady, od lat 1980. do lat 2010. Drugi singel z płyty „Stop Me from Falling” nie osiągnął już żadnych zauważalnych pozycji na listach przebojów. Kolejnymi singlami były „Golden”, “A Lifetime to Repair” oraz duet z Jackiem Savorettim „Music's Too Sad Without You”. Następnie promując album, Minogue odbyła klubową dość kameralną mini trasę Kylie Presents Golden w czterach krajach Europy i jeden występ w Stanach Zjednoczonych. W kwietniu 2018 była jednym z wykonawców na przyjęciu urodzinowym Elżbiety II, które odbyło się w Royal Albert Hall. Po kilku miesiącach we wrześniu, Minogue odbyła pełnowymiarową trasę koncertową Golden Tour odwiedzając Europę i Australię.
W czerwcu 2019 roku Minogue ukazała się kompilacja Step Back in Time: The Definitive Collection zawierająca nową piosenkę „New York City” jako promujący singel. Album dotarł na pierwsze miejsce w jej rodzimej Australii oraz w Wielkiej Brytanii jako siódmy jej album, który tego dokonał. Tego samego miesiąca, Minogue wystąpiła po raz pierwszy na festiwalu Glastonbury, czternaście lat po tym, jak została zaproszona po raz pierwszy w 2005 roku, ale diagnoza i walka z rakiem piersi uniemożliwiły jej wtedy pojawienie się. Minogue zaprosiła gościnnie na scenę Nicka Cave’a and Chrisa Martina z zespołu Coldplay. Jej występ wzbudził szalenie pozytywne recenzje krytyków i prasy między innymi The Guardian opisał go jako „niezrównany” i „fenomenalny”. Okazał się również najliczniej oglądanym koncertem w historii wszystkich koncertów na Glastonbury, w tym najliczniej oglądanym online poprzez transmisję telewizji BBC. Bezpośrednio przed i po Glastonbury Minogue odbyła również kilkanaście koncertów w ramach letnich minifestiwali i festiwali w Wielkiej Brytanii, a także w kontynentalnej Europie i po raz trzeci w Polsce, występując 5 lipca 2019 na Open’er Festivalu. Minogue wystąpiła również w specjalnym programie Kylie's Secret Night, wyemitowanym przez brytyjską telewizję Channel 4 w grudniu 2019, stworzonym dla jej fanów, wspólnie z prowadzącym prezenterem i komikiem Alanem Carrem.
Tuż po występie na Glastonbury, Minogue stwierdziła, że zamierza jako kolejny nagrać “pop-disco album”, po czym ruszyła z pracami nad nowym materiałem. Wybuch pandemii COVID-19 w marcu 2020 spowodował, że Minogue założyła domowe studio do nagrywania swoich wokali podczas lockdownu. Alistair Norbury, prezes BMG, w rozmowie z magazynem Music Week zdradził, że Minogue uczy się samodzielnie produkować i inżynierować swoje ścieżki wokalu poprzez obsługę programu Logic Pro w celu kontynuacji pracy nad płytą zdalnie i na odległość ze swoimi producentami. Piętnasty album Disco ukazał się w listopadzie 2020 roku, po premierze pierwszego singla z tego albumu pt. “Say Something” z lipca 2020 roku oraz drugiego singla „Magic” wydanego we wrześniu. Album osiągnęła pierwsze miejsce zarówno w Australii, jak i Wielkiej Brytanii, gdzie Minogue stała się pierwszą solową artystką, której płyty osiągnęły tam pierwsze miejsca w zestawieniach w pięciu z rzędu dekadach od lat 1980. do 2020. Następnie 5 grudnia 2020 ogłoszono trzecim singlem utwór „Real Groove”, do którego zrealizowano niedaleko później 31 grudnia remix z gościnnym występem wokalistki Dua Lipy. W listopadzie 2021 ukazała się reedycja albumu zatytułowana Disco: Guest List Edition. Krążek zawiera trzy nowe utwory nagrane z udziałem Jessie Ware, Years & Years oraz Glorii Gaynor, kilka remiksów utworów z wersji standardowej oraz piosenkę „Real Groove” zrealizowaną z gościnnym udziałem Dua Lipy. Reedycję promowały dwa single „A Second to Midnight” oraz „Kiss of Life”.

## Publiczny wizerunek
Początki budowania wizerunku Minogue jako artystki muzycznej były bardzo trudne, ponieważ była postrzegana jako wykreowana gwiazdka pop z wizerunkiem, jaki miała za sprawą roli w serialu Sąsiedzi. W 1993 Baz Luhrmann przedstawił Minogue fotografowi Bertowi Stern, który wcześniej pracował np. z Marilyn Monroe. Stern wykonał sesję z Minogue w Los Angeles i porównał ją do Monroe, że obie mają w sobie podobną mieszankę wrażliwości i erotyzmu. Podczas kariery Minogue wybierała fotografów, którzy gotowi byli tworzyć jej nowy wizerunek i sesje z tych spotkań, pojawiły się w różnych magazynach od mniej nakładowych The Face do bardziej nakładowych i tematycznych jak Vogue czy Vanity Fair, dając się poznać szerszemu gronu czytelników. Stylista William Baker zasugerował później, że jest to jeden z powodów szerokiego zaistnienia Minogue w mainstreamowej pop kulturze w Europe i to bardziej udanego niż części innych artystów skupionych głównie na nagrywaniu i śpiewaniu piosenek.
Około roku 2000 Minogue zaczęła być szerzej doceniana i szanowana w środowisku krytyków muzycznych m.in. przez to, że jej kariera trwała dłużej, niż spodziewali się jej początkowi sceptycy. Jej rozwój z „młodej dziewczyny z sąsiedztwa” w bardziej różnorodną artystkę ze sporą dozą kobiecości zdobył jej nowych fanów. We wrześniu 2002, Minogue została uplasowana przez VH1 na 27. miejscu listy „100 Najbardziej Seksownych Artystów”. Trafiła również do „100 Najatrakcyjniejszych Kobiet Wszech czasów” magazynu Men’s Health w 2013 roku. Po 20 latach na scenie Minogue była opisywana jako „ikona stylu nieustannie odkrywająca siebie na nowo”. Opisując zmiany wizerunku Minogue, The Age określił ją jako “Matkę Reinwencji”.
Minogue w ciągu kariery inspirowała się i była porównywana do Madonny. Otrzymała serię negatywnych komentarzy nt. jej trasy Rhythm of Love Tour w 1991 roku, że była zbyt podobna do Blond Ambition World Tour Madonny, przez co część krytyków określało ją jako gorszą kopię amerykańskiej artystki. Kathy McCabe dla magazynu The Daily Telegraph pisała, że Minogue i Madonna mają podobny gust w muzyce i modzie, kwitując, że „jednak ich kreacje sceniczne i miejsce w popkulturze się różnią. Krótko mówiąc, Madonna jest po ciemnej stronie mocy, a Kylie po jasnej”. Minogue na pytania o Madonnę twierdziła, że „jej wpływ na modę i muzykę pop jest olbrzymi i nie jest w stanie tego nie zauważać i nie stosować u siebie różnych jej pomysłów. Uwielbiam Madonnę, chociaż sprawdziła ona dużą trudność artystkom takim jak ja, ponieważ zrobiła wszystko co można było zrobić i osiągnąć”. I dodała „Madonna jest Królową Popu. A ja jestem Księżniczką Popu i jestem z tego zadowolona”.
W marcu 2010 Minogue została opisana przez badaczy jako „najbardziej wpływowa reklamowo znana osoba w Wielkiej Brytanii” w badaniu sprawdzającym jak marketingowcy oceniają współprace różnych znanych osób z markami. W 2016 według Sunday Times Rich List, wartość netto Minogue była określana na około 55 milionów funtów brytyjskich. Minogue jest postrzegana jako ikona środowiska LGBT, które popiera wypowiedzi takimi jak: „Nie jestem tradycyjną gej ikoną. W moim życiu nie wydarzyły się żadne tragedie, jedynie tragiczne stylizacje” oraz „Moja gejowska część publiczności jest ze mną od samego początku. Można powiedzieć, że mnie przygarnęła, adoptowała”. Bycie ikoną środowisk LGBT stało się częścią jej muzyki, stylizacji oraz wzmocniło jej karierę, jest jedną z artystek z najszerszym gronem LGBT wśród fanów.

## Osiągnięcia
Minogue dostała wiele dowodów uznania, w tym dwa razy nagrodę Grammy, trzykrotnie Brit Awards, 17 razy ARIA Music Awards, dwa razy MTV Video Music Awards, dwa razy MTV Europe Music Awards, czy sześć razy Mo Awards, w tym „Australijski Artysta Sceniczny Roku” w 2001 i 2003. W 2008 roku otrzymała nagrodę Music Industry Trust za jej 20-lecie kariery jako „ikona popu i stylu”, jako pierwsza kobieta nagrodzona tą nagrodą. W 2020 roku Minogue przekroczyła 80 milionów sprzedanych nagrań na całym świecie. Osiągnęła największy sukces ze wszystkich australijskich artystek muzycznych. W listopadzie 2011, na 25. rozdaniu nagród ARIA Music Awards, została dodana przez Australian Recording Industry Association do grona ARIA Hall of Fame. W czerwcu 2012, Official Charts Company ujawniła 12. miejsce Minogue pod względem sprzedaży w Wielkiej Brytanii ogółem od początku jej kariery oraz trzecie miejsce wśród kobiet z wynikiem 10 milionów sztuk.
W styczniu 2011 Minogue weszła do Księgi rekordów Guinnessa za osiągnięcie największej liczby dekad trafiając do Top 5 sprzedanych albumów w Wielkiej Brytanii. Tylko Minogue oraz Madonna utrzymały tak wysokie sprzedaże i trafiły na najwyższe miejsca UK Albums Chart w czterech kolejnych dekadach od lat 1980. do 2010. Piętnasty album Disco osiągnął pierwsze miejsce rankingu UK Albums Chart w 2020 tworząc z Minogue pierwszą artystkę ze najlepiej sprzedającymi się płytami w pięciu kolejnych dekadach: lata 80., lata 90., lata 2000–2009, lata 2010–2019 oraz lata 20. XXI wieku. Jej singiel „Can’t Get You Out of My Head” był najczęściej granym utworem w latach 2000–2009, „zarówno granym w mediach, jak i kowerowanym przez innych”. W 2004 pobiła rekord największej liczby singli na pierwszym miejscu listy ARIA Charts. W 2011, umieściła dwa piosenki w Top 5 na liście Dance Club Songs, a dokładnie „Better than Today” oraz „Higher”, odpowiednio na pierwszym i trzecim miejscu. W grudniu 2016, Billboard umieścił ją na 18. miejscu najbardziej utytułowany artysta dance wszech czasów.

## Rodzina i związki
W lutym 2016 ogłosiła zaręczyny z Joshuą Sasse. W 2017 para rozstała się z powodu zdrady, której dopuścił się aktor. Następnie związała się z Paulem Salomonsem, dyrektorem kreatywnym brytyjskiego magazynu GQ.

## Dyskografia
- 1988: Kylie
- 1989: Enjoy Yourself
- 1990: Rhythm of Love
- 1991: Let’s Get to It
- 1994: Kylie Minogue
- 1997: Impossible Princess
- 2000: Light Years
- 2001: Fever
- 2003: Body Language
- 2007: X
- 2010: Aphrodite
- 2014: Kiss Me Once
- 2015: Kylie Christmas
- 2018: Golden
- 2020: Disco
- 2023: Tension
- 2024: Tension II

## Trasy koncertowe
- 1989: Disco in Dream/The Hitman Roadshow
- 1990: Enjoy Yourself Tour
- 1991: Rhythm of Love Tour
- 1991: Let’s Get to It Tour
- 1998: Intimate and Live Tour
- 2001: On a Night Like This Tour
- 2002: KylieFever2002
- 2005: Showgirl: The Greatest Hits Tour
- 2006–2007: Showgirl: The Homecoming Tour
- 2008: KylieX2008
- 2009: For You, For Me Tour
- 2011: Aphrodite: Les Folies Tour
- 2012: Anti Tour
- 2014–2015: Kiss Me Once Tour
- 2018–2019: Golden Tour
- 2025: Tension Tour(inne języki)